# Elatostema acrophilum
Elatostema acrophilum är en nässelväxtart som beskrevs av Charles Budd Robinson. Elatostema acrophilum ingår i släktet Elatostema och familjen nässelväxter. Inga underarter finns listade i Catalogue of Life.